# Deutscher Verband
Deutscher Verband (siglato DV, letteralmente Associazione tedesca o Blocco dei partiti tedeschi) era il nome della federazione che riunì i maggiori gruppi politici dell'Alto Adige subito dopo la sua annessione al Regno d'Italia. 
Fondata nel 1919 e ufficialmente dissolta nel 1926 sotto la pressione del fascismo, si proponeva di dare una rappresentanza politica unitaria alle minoranze tedesche e ladine presso le istituzioni italiane.

## Storia

Volantino propagandistico del DV in occasione delle elezioni politiche 1921

Il DV nacque dalla comunione d'intenti tra le sezioni sudtirolesi di due storici partiti del Tirolo, il Partito Libertario Tedesco (Deutschfreiheitliche Partei, d'ispirazione laica e nazionalista) e il Partito Popolare Tirolese (Tiroler Volkspartei, d'ispirazione cattolica-conservatrice). Si trattò nei fatti di una coalizione tra due partiti ideologicamente piuttosto diversi (i quali mantennero rispettiva autonomia), ma accomunati dalla volontà di difendere i diritti delle minoranze linguistiche tedesche e ladine nel territorio italiano, puntando nell'immediato a ottenere concessioni autonomistiche e non abbandonando l'ambizione a una riunione con la madrepatria austriaca. Un ulteriore fattore di coesione si trovò nell'opposizione al nascente Fascismo, che per contro prese presto a predicare il centralismo statale e l'eradicamento delle comunità alloglotte in favore di una compiuta italianizzazione di tutto il territorio nazionale. Scelsero invece di non confluirvi gli aderenti del Partito Socialdemocratico tirolese, i quali aderirono al Partito Socialista Italiano. 
Come simbolo elettorale fu adottata la stella alpina (Edelweiss in tedesco); l'organo di stampa della coalizione Der Tiroler ("il tirolese") dal 1923 rinominato Der Landsmann ("il patriota") a seguito del divieto di menzionare il Tirolo.
Il segretario del DV, nonché suo membro più influente, era l'avvocato Eduard Reut-Nicolussi, già deputato all'Assemblea Nazionale di Vienna; tra gli esponenti più conosciuti spiccavano Julius Perathoner, ultimo borgomastro austro-ungarico della città di Bolzano (dimesso forzatamente in occasione della Marcia su Bolzano), l'ex ministro imperiale Friedrich von Toggenburg, il futuro deputato a Roma Wilhelm von Walther, l'avvocato Josef Noldin (1888-1929) e il canonico Michael Gamper (1885-1956).
Alle elezioni politiche italiane del 1921 il DV (inquadrato a livello nazionale nel raggruppamento denominato liste di slavi e di tedeschi) raccolse oltre il 90% dei voti nel collegio di Bolzano, conquistando tutti e 4 i seggi disponibili alla Camera dei deputati, mentre nel 1924 la crescente pressione fascista e il penalizzante obbligo di presentare i propri candidati nella ben più vasta circoscrizione del Veneto ridusse la compagine parlamentare a due eletti.
La coalizione e i relativi partiti furono formalmente sciolti nel 1926 dal prefetto Umberto Ricci sulla scia della politica di italianizzazione e di sottomissione delle minoranze autoctone praticata dal regime fascista. Il DV proseguì tuttavia le sue attività in condizioni di semi-clandestinità: nel maggio 1939, al tempo delle opzioni in Alto Adige, l'alleanza tentò insieme al Völkischer Kampfring Südtirols (l'associazione sudtirolese che predicava il passaggio alla Germania nazista) di far fronte comune contro l'emigrazione forzata. Rivelatosi vano tale intento, dal mese di luglio i due movimenti (già di per sé profondamente divisi) proseguirono per strade diverse, col DV che assunse una posizione pro-Dableiber, mobilitandosi per convincere la popolazione a rimanere nella loro Heimat.
Nel secondo dopoguerra i superstiti del DV ebbero un ruolo decisivo nella costituzione della Südtiroler Volkspartei, nuovo partito di raccolta delle minoranze tedesche e ladine, che ereditò dalla vecchia coalizione il simbolo elettorale della stella alpina.

## Deputati eletti dal Deutscher Verband
XXVI legislatura del Regno d'Italia (1921-1924)
- Eduard Reut-Nicolussi
- Karl Tinzl
- Wilhelm von Walther
- Friedrich Toggenburg Graf

XXVII legislatura del Regno d'Italia (1924-1929)
- Eduard Reut-Nicolussi
- Paul von Sternbach